# Aeropuerto de Zonalnoye
El Aeropuerto de Zonalnoye (del ruso: Аэропорт Зональное) (IATA: , ICAO: UHSO), es un aeropuerto ubicado 21 km al sudeste de Tymovskoye, en el óblast de Sajalín, Rusia. También es conocido como Aeropuerto Tymovskoye o Kirovskoye Sur.

## Pista
Cuenta con una pista de superficie metálica en dirección 17/35 de 1.500 × 40 m (4.921 × 131 pies). La superficie es metálica, lo que permite la operación de aeronaves con un peso máximo al despegue de 25 toneladas.